# Ostropella albocincta
Ostropella albocincta är en svampart som först beskrevs av Berk. & M.A. Curtis, och fick sitt nu gällande namn av Franz Xaver von Höhnel 1918. Ostropella albocincta ingår i släktet Ostropella och familjen Melanommataceae.   Inga underarter finns listade i Catalogue of Life.